# さだまさしのディスコグラフィ
さだまさしのディスコグラフィでは、日本のシンガーソングライターであるさだまさしの音楽作品について解説する。

## シングル
ナンバリングはグレープから通算。

### グレープ/レーズン
- グレープ

| 枚  | 発売日         | タイトル | 収録曲                        |
| --- | -------------- | -------- | ----------------------------- |
| 1st | 1973年10月25日 | 雪の朝   | 1. 雪の朝 2. 虹がかかったら   |
| 2nd | 1974年4月25日  | 精霊流し | 1. 精霊流し 2. 哀しみの白い影 |
| 3rd | 1974年10月25日 | 追伸     | 1. 追伸 2. ひとり占い         |
| 4th | 1975年3月25日  | ほおずき | 1. ほおずき 2. 残像           |
| 5th | 1975年8月25日  | 朝刊     | 1. 朝刊 2. 交響楽             |
| 6th | 1975年11月25日 | 無縁坂   | 1. 無縁坂 2. 雲にらくがき     |

- レーズン（グレープ再結成）

| 枚   | 発売日         | タイトル | 収録曲                      |
| ---- | -------------- | -------- | --------------------------- |
| 44th | 1991年10月10日 | 糸電話   | 1. 糸電話 2. 新ふるさと物語 |

### ソロ
| 枚   | 発売日         | タイトル                                                           | 収録曲 |
| ---- | -------------- | ------------------------------------------------------------------ | --- |
| 7th  | 1976年11月25日 | 線香花火                                                           | 1. 線香花火 2. 指定券 |
| 8th  | 1977年3月10日  | 雨やどり                                                           | 1. 雨やどり 2. 絵はがき坂 |
| 9th  | 1977年7月10日  | 吸殻の風景                                                         | 1. 吸殻の風景 2. もうひとつの雨やどり |
| 10th | 1977年11月25日 | 案山子                                                             | 1. 案山子 2. SUNDAY PARK |
| 11th | 1978年2月10日  | 桃花源                                                             | 1. 桃花源 2. 晩鐘 |
| 12th | 1978年8月10日  | 檸檬                                                               | 1. 檸檬 2. 加速度 |
| 13th | 1979年1月1日   | 天までとどけ / 惜春（両A面）                                       | 1. 天までとどけ 2. 惜春 |
| 14th | 1979年7月10日  | 関白宣言                                                           | 1. 関白宣言 2. なつかしい海 -My Little Shore- |
| 15th | 1979年10月12日 | 親父の一番長い日                                                   | 1. 親父の一番長い日 2. 椎の実のママへ |
| 16th | 1979年11月10日 | 関白宣言                                                           | 1. 関白宣言 2. 天までとどけ |
| 17th | 1980年2月25日  | 道化師のソネット / HAPPY BIRTHDAY （両A面）                        | 1. 道化師のソネット 2. HAPPY BIRTHDAY |
| 18th | 1980年7月10日  | 防人の詩                                                           | 1. 防人の詩 2. とてもちいさなまち |
| 19th | 1981年2月25日  | 驛舎(えき)                                                         | 1. 驛舎 2. APRIL FOOL |
| 20th | 1981年9月25日  | 生生流転                                                           | 1. 生生流転 2. むかし子供達は |
| 21st | 1982年5月25日  | しあわせについて                                                   | 1. しあわせについて 2. 苺ノ唄 |
| 22nd | 1982年9月11日  | 長崎小夜曲 / 北の国から─遙かなる大地より─螢のテーマ （南面・北面） | 1. 長崎小夜曲 2. 北の国から─遙かなる大地より─螢のテーマ |
| 23rd | 1983年1月25日  | 退職の日                                                           | 1. 退職の日 2. 心にスニーカーをはいて |
| 24th | 1983年5月25日  | 望郷                                                               | 1. 望郷 2. あなたが好きです |
| 25th | 1984年5月10日  | それぞれの旅                                                       | 1. それぞれの旅 2. シラミ騒動-まっさんの作詩・作曲講座 シラミ編- |
| 26th | 1984年11月28日 | 寒北斗/オレゴンから愛                                              | 1. 寒北斗 2. オレゴンから愛 |
| 27th | 1985年3月25日  | 軽井沢ホテル / 夢 （両A面）                                        | 1. 軽井沢ホテル 2. 夢 |
| 28th | 1985年8月28日  | 恋愛症候群                                                         | 1. 恋愛症候群 -その発病及び傾向と対策に関する一考察- 2. カーテン・コール |
| 29th | 1986年4月25日  | ONCE UPON A TIME                                                   | 1. Once Upon a Time 2. The Best for You |
| 30th | 1987年2月10日  | 春女苑 / デイジー （両A面）                                        | 1. 春女苑 2. デイジー |
| 31st | 1987年6月10日  | 男は大きな河になれ                                                 | 1. 男は大きな河になれ〜モルダウより〜 2. チャンス |
| 32nd | 1987年11月10日 | 風に立つライオン                                                   | 1. 風に立つライオン 2. 道(はないちもんめ) 3. 遠い祭 |
| 33rd | 1988年3月25日  | 風に立つライオン / 黄昏迄                                          | 1. 風に立つライオン 2. 黄昏迄 |
| 34th | 1988年3月25日  | 主人公 / まほろば                                                  | 1. 主人公 2. まほろば |
| 35th | 1988年7月25日  | 時代はずれ                                                         | 1. 時代はずれ 2. 勇気を出して |
| 36th | 1988年10月25日 | 夢の吹く頃                                                         | 1. 夢の吹く頃 2. 理・不・尽 |
| 37th | 1989年6月1日   | 建具屋カトーの決心 -儂がジジイになった頃-                          | 1. 建具屋カトーの決心 -儂がジジイになった頃- 2. あなたを愛したいくつかの理由 |
| 38th | 1989年11月17日 | 修羅の如く                                                         | 1. 修羅の如く 2. たまにはいいか |
| 39th | 1989年12月21日 | 冬の蝉                                                             | 1. 冬の蝉 2. 破 |
| 40th | 1990年7月10日  | 長崎から                                                           | 1. 長崎から 2. 長崎小夜曲'90 |
| 41st | 1991年4月25日  | 息子へ〜父からの風〜                                               | 1. 息子へ〜父からの風〜 2. SAILING TOGETHER〜いま船出のとき〜 |
| 42nd | 1991年6月25日  | 奇跡〜大きな愛のように〜                                           | 1. 奇跡〜大きな愛のように〜 2. ヨシムラ |
| 43rd | 1991年7月25日  | 娘へ〜大和撫子養成ギブス篇〜                                       | 1. 娘へ〜大和撫子養成ギブス篇〜 2. 神様のくれた5分 |
| 45th | 1992年4月10日  | 君が帰ってくる / ありがとう                                        | 1. 君が帰ってくる 2. ありがとう |
| 46th | 1992年9月25日  | “長崎から雲仙へ”/SMILE AGAIN                                       | 1. SMILE AGAIN |
| 47th | 1992年10月25日 | あなた三昧                                                         | 1. あなた三昧 2. 風が伝えた愛の唄 |
| 48th | 1993年7月25日  | 二千一夜                                                           | 1. 二千一夜 2. 落日 |
| 49th | 1993年10月25日 | 幸福になる100通りの方法 / 東京物語                                 | 1. 幸福になる100通りの方法 2. 東京物語 |
| 50th | 1994年8月25日  | ヴァージン・ロード / 関白失脚                                      | 1. ヴァージン・ロード 2. 関白失脚 |
| 51st | 1994年11月30日 | となりの芝生 / ソフィアの鐘                                        | 1. となりの芝生 2. ソフィアの鐘 |
| 52nd | 1995年5月10日  | 愛をみつけた                                                       | 1. 愛をみつけた 2. 風の谷から |
| 53rd | 1995年8月25日  | 烈 / 地平線                                                        | 1. 烈 2. 地平線 |
| 54th | 1995年11月13日 | 名刺 / さよならにっぽん                                            | 1. 名刺 シングル・ヴァージョン 2. さよならにっぽん |
| 55th | 1996年4月25日  | Wonderful Love / 花咲きぬ                                          | 1. Wonderful Love 2. 花咲きぬ |
| 56th | 1996年10月25日 | 絵画館 / 甘い手紙                                                  | 1. 絵画館 2. 甘い手紙 |
| 57th | 1996年10月25日 | 「家なき子レミ」オープニング・テーマ 愛について                    | 1. 愛について 2. 愛について(ピアノ・ヴァージョン) |
| 58th | 1997年2月21日  | Dream〜愛を忘れない〜 / 案山子(アンコール)                         | 1. Dream〜愛を忘れない〜 2. 案山子(アンコール) |
| 59th | 1997年6月21日  | Birthday                                                           | 1. Birthday 2. 煌めいて |
| 60th | 1997年11月21日 | 夢一色 / やすらぎ橋                                                | 1. 夢一色 2. やすらぎ橋＜ドラマ・ヴァージョン＞ |
| 61st | 1997年12月17日 | ペンギン皆兄弟                                                     | 1. ペンギン皆兄弟 2. ペンギン皆兄弟(インストルメンタル) |
| 62nd | 1998年6月24日  | 北の国から 遥かなる大地より〜螢のテーマ                            | 1. 北の国から 遥かなる大地より〜螢のテーマ |
| 63rd | 1998年8月21日  | 君が選んだひと                                                     | 1. 君が選んだひと 2. チャンス |
| 64th | 1999年2月24日  | ゆけゆけ!! ようかいキッズ                                          | 1. ゆけゆけ!! ようかいキッズ 2. シラミ騒動 |
| 65th | 1999年3月25日  | 桜月夜                                                             | 1. 桜月夜 2. 歌紡ぎの小夜曲 |
| 66th | 1999年9月22日  | 佐世保                                                             | 1. 佐世保 2. 夢の夢 |
| 67th | 2000年4月26日  | 21世紀の君たちへ                                                   | 1. 21世紀の君たちへ〜A Song for Children 2. 奇跡〜大きな愛のように〜 |
| 68th | 2001年8月29日  | きみを忘れない〜タイムカプセル〜                                   | 1. きみを忘れない〜タイムカプセル〜 2. 精霊流し〜2001ヴァージョン〜 3. きみを忘れない〜エピローグ〜 4. 精霊流し〜グレープ・オリジナル版〜 |
| 69th | 2002年4月24日  | 勇気凛凛                                                           | 1. 勇気凛凛 〜故 加藤シヅエ先生に捧ぐ〜 2. 春待峠 |
| 70th | 2002年6月21日  | 小さな手                                                           | 1. 小さな手 2. 北の国から 遥かなる大地より〜螢のテーマ 3. 結のテーマ |
| 71st | 2002年8月21日  | 大きな森の小さな伝説                                               | 1. 大きな森の小さな伝説 2. 空色の子守歌 3. 聖夜 |
| 72nd | 2003年2月19日  | 精霊流し special maxi single                                       | 1. 精霊流し 2. 精霊流し オーケストラ・インストゥルメンタル 3. 精霊流し NHK紅白歌合戦ライヴ・ヴァージョン 4. 精霊流し ピアノ・インストゥルメンタル 5. 精霊流し ライヴ・ヴァージョンwithトーク 6. 空蟬 ライヴ・ヴァージョン 7. 療養所 ライヴ・ヴァージョン 8. まほろば ライヴ・ヴァージョン |
| 73rd | 2003年7月23日  | いつも君の味方                                                     | 1. いつも君の味方 2. たいせつなひと 3. たいせつなひと(シンプル・ヴァージョン) |
| 74th | 2004年5月8日   | 人生の贈り物 〜他に望むものはない〜                                | 1. 人生の贈り物 〜他に望むものはない〜 さだまさし ソロ・ヴァージョン 2. 人生の贈り物 〜他に望むものはない〜 |
| 75th | 2006年4月5日   | がんばらんば                                                       | 1. がんばらんば 長崎弁バージョン |
| 76th | 2009年4月29日  | 私は犬になりたい¥490-シングルヴァージョン-                         | 1. 私は犬になりたい¥490-シングル・ヴァージョン- |
| 77th | 2014年4月2日   | 残春                                                               | 1. 残春-ざんしゅん- 2. 映画『サクラサク』メインテーマ 3. 映画『サクラサク』メインテーマ(終章) |

#### 配信限定
| 枚  | 発売日         | タイトル                                    | 収録曲                                         |
| --- | -------------- | ------------------------------------------- | ---------------------------------------------- |
| 1st | 2008年12月10日 | 一期一会                                    | 1. 一期一会                                    |
| 2nd | 2010年6月9日   | 茨にもきっと花咲く                          | 1. 茨にもきっと花咲く                          |
| 3rd | 2010年9月17日  | 北の国から2010-遙かなる大地より～螢のテーマ | 1. 北の国から2010-遙かなる大地より〜螢のテーマ |
| 4th | 2015年2月25日  | 風に立つライオン (シネマ・ヴァージョン)     | 1. 風に立つライオン (シネマ・ヴァージョン)     |
| 5th | 2015年5月20日  | 夢見る人                                    | 1. 夢見る人                                    |
| 6th | 2016年12月7日  | 夢であいましょう〜BOSS ヴァージョン〜       | 1. 夢であいましょう〜BOSS ヴァージョン〜       |
| 7th | 2020年10月28日 | 奇跡 2021                                   | 1. 奇跡 2021                                   |
| 8th | 2022年3月18日  | 証城寺の狸囃子 '22 ～COME COME EVERYBODY～  | 1. 証城寺の狸囃子 '22 ～COME COME EVERYBODY～  |
| 9th | 2024年5月15日  | Believe                                     | 1. Believe                                     |

## EP

### グレープ
| 枚  | 発売日        | タイトル                                               |
| --- | ------------- | ------------------------------------------------------ |
| 1st | 1973年3月17日 | GRAPE-1 蝉時雨、紫陽花の詩 / 雪の朝、恋は馬車に乗って  |
| 2nd | 1974年9月     | グレープ 精霊流し、雪の朝 / 哀しみの白い影、ひとり占い |
| 3rd | 1975年6月     | グレープ ほおずき、追伸 / 精霊流し、雪の朝             |
| 4th | 1976年1月     | グレープ 無縁坂、朝刊 / 縁切寺、精霊流し               |

### さだまさし
| 枚  | 発売日    | タイトル                                                           |
| --- | --------- | ------------------------------------------------------------------ |
| 1st | 1977年8月 | さだまさし 雨やどり、絵はがき坂 / 吸殻の風景、もうひとつの雨やどり |

## オリジナル・アルバム

### グレープ/レーズン
正式作品綴集GFW順
- グレープ

| 枚  | 発売日         | タイトル               |
| --- | -------------- | ---------------------- |
| 1st | 1974年8月25日  | わすれもの             |
| 2nd | 1975年5月25日  | せせらぎ               |
| 3rd | 1975年11月25日 | コミュニケーション     |
| 4th | 2023年2月15日  | グレープセンセーション |

- レーズン（グレープ再結成）

| 枚  | 発売日         | タイトル                                    |
| --- | -------------- | ------------------------------------------- |
| 1st | 1991年11月10日 | あの頃について 〜シーズン・オブ・レーズン〜 |

### さだまさし・ソロ
| 枚   | 発売日         | タイトル                         |
| ---- | -------------- | -------------------------------- |
| 1st  | 1976年11月25日 | 帰去来                           |
| 2nd  | 1977年7月25日  | 風見鶏                           |
| 3rd  | 1978年3月25日  | 私花集                           |
| 4th  | 1979年4月10日  | 夢供養                           |
| 5th  | 1980年10月10日 | 印象派                           |
| 6th  | 1981年6月25日  | うつろひ                         |
| 7th  | 1982年12月11日 | 夢の轍                           |
| 8th  | 1983年11月30日 | 風のおもかげ                     |
| 9th  | 1984年12月12日 | Glass Age -硝子の世代-           |
| 10th | 1985年6月12日  | ADVANTAGE                        |
| 11th | 1985年12月21日 | 自分症候群                       |
| 12th | 1987年7月25日  | 夢回帰線                         |
| 13th | 1988年7月25日  | 風待通りの人々                   |
| 14th | 1989年1月25日  | 夢の吹く頃                       |
| 15th | 1990年2月25日  | 夢ばかりみていた                 |
| 16th | 1990年8月25日  | 夢回帰線II                       |
| 17th | 1991年7月25日  | 家族の肖像                       |
| 18th | 1992年11月10日 | ほのぼの                         |
| 19th | 1993年10月25日 | 逢ひみての                       |
| 20th | 1994年10月25日 | おもひで泥棒                     |
| 21st | 1995年10月25日 | さよなら にっぽん                |
| 22nd | 1996年10月25日 | 古くさい恋の唄ばかり             |
| 23rd | 1997年11月21日 | 夢唄                             |
| 24th | 1998年9月23日  | 心の時代                         |
| 25th | 1999年6月23日  | 季節の栖                         |
| 26th | 2000年9月21日  | 日本架空説                       |
| 27th | 2002年2月27日  | 夢百合草                         |
| 28th | 2002年9月26日  | 夢のつづき                       |
| 29th | 2003年10月22日 | すろうらいふすとーりー           |
| 30th | 2004年9月23日  | 恋文                             |
| 31st | 2005年9月7日   | とこしへ                         |
| 32nd | 2006年9月13日  | 美しき日本の面影                 |
| 33rd | 2007年9月12日  | Mist                             |
| 34th | 2009年6月10日  | 美しい朝                         |
| 35th | 2010年6月9日   | 予感                             |
| 36th | 2011年7月6日   | Sada City                        |
| 37th | 2012年6月13日  | もう来る頃…                      |
| 38th | 2014年9月10日  | 第二楽章                         |
| 39th | 2015年7月8日   | 風の軌跡                         |
| 40th | 2017年9月6日   | 惠百福（たくさんのしあわせ）     |
| 41st | 2018年7月4日   | Reborn〜生まれたてのさだまさし〜 |
| 42nd | 2020年5月20日  | 存在理由〜Raison d'être〜        |
| 43rd | 2022年6月1日   | 孤悲                             |
| 44th | 2023年6月14日  | なつかしい未来                   |
| 45th | 2025年5月14日  | 生命の樹 〜Tree of Life〜        |

## ライブ・アルバム

### グレープ
| 枚  | 発売日        | タイトル                                      |
| --- | ------------- | --------------------------------------------- |
| 1st | 1976年2月25日 | グレープ・ライブ 三年坂                       |
| 1st | 2005年2月23日 | グレープ・ライブ 三年坂 完全盤                |
| 2nd | 2006年3月22日 | 伝説の神田共立ライブ グレープラストコンサート |

### さだまさし・ソロ
| 枚   | 発売日         | タイトル                                                                                              |
| ---- | -------------- | --- |
| 1st  | 1979年11月10日 | 随想録                                                                                                |
| 2nd  | 1982年10月6日  | 夢ライヴ（スペシャル・ライヴ）                                                                        |
| 3rd  | 1984年6月25日  | 書簡集 10th ANNIVERSARY 八夜連続コンサート"時の流れに"ライヴ                                          |
| 4th  | 1985年5月25日  | 親展 さだまさし10th ANNIVERSARY 八夜連続コンサート"時の流れに"ライヴ                                  |
| 5th  | 1985年9月25日  | 1000回記念コンサート・ライヴ-'85さだまさし-                                                           |
| 6th  | 1989年4月10日  | 昭和63〜64年東京ベイNKホール「ゆく年くる年コンサート」LIVE 十五周年漂流記                             |
| 7th  | 1989年11月10日 | 夏・長崎から'89                                                                                       |
| 8th  | 1992年4月25日  | さだまさし白書〜リサイタル'92〜                                                                       |
| 9th  | 1993年9月25日  | LIVE二千一夜                                                                                          |
| 10th | 1994年4月25日  | のちのおもひに                                                                                        |
| 11th | 1995年12月21日 | 交響詩                                                                                                |
| 12th | 1999年9月22日  | 響の森さだまさし25周年記念ライブ                                                                      |
| 13th | 2001年9月27日  | 瑠璃光 薬師寺ライヴ2001                                                                               |
| 14th | 2002年5月22日  | 燦然會 コンサート3000回達成記念集會                                                                   |
| 15th | 2003年7月23日  | 月虹 over the Moon-Bow 第一夜〜第四夜                                                                 |
| 15th | 2003年7月23日  | 月虹 over the Moon-Bow 第五夜〜第八夜                                                                 |
| 16th | 2005年12月7日  | 3333in日本武道館                                                                                      |
| 17th | 2007年3月28日  | さだまさし LIVE BEST                                                                                  |
| 18th | 2009年2月4日   | さだまさしデビュー35周年記念コンサートFESTIVAL HALL 200                                               |
| 19th | 2010年11月3日  | 父を送る まさしんぐWORLD CONCERT 2010                                                                 |
| 20th | 2011年12月7日  | まさしんぐWORLD CONCERT 2011 -書歌-                                                                   |
| 21st | 2013年4月10日  | さだまつり 40th Anniversary Concert TOKYO INTERNATIONAL FORUM Hall A                                  |
| 22nd | 2014年1月15日  | さだまさし 4000&4001 in 武道館                                                                        |
| 23rd | 2019年6月26日  | 45周年記念コンサートツアー2018 Reborn 〜生まれたてのさだまさし〜                                      |
| 24th | 2021年7月7日   | 存在理由〜Raison d'être〜 さだまさしコンサートツアー2020                                              |
| 25th | 2022年7月6日   | さだ丼〜新自分風土記Ⅲ〜 さだまさしコンサートツアー2021 ほぼソロコンサート4500回ぐらい記念アオハル入り |
| 26th | 2023年7月12日  | さだまさしコンサートツアー2022〜孤悲〜                                                                |
| 27th | 2024年4月10日  | さだまさし 50th Anniversary コンサートツアー2023〜なつかしい未来〜                                    |
| 28th | 2025年7月9日   | 2024 さだまさしコンサートツアー“51”                                                                   |

## ベスト・アルバム/コンピレーション・アルバム

### グレープ
| 枚  | 発売日        | タイトル                                        |
| --- | ------------- | ----------------------------------------------- |
| 1st | 1977年4月5日  | グレープ わすれもの せせらぎ コミュニケーション |
| 2nd | 1979年6月25日 | グレープベスト16                                |
| 3rd | 1985年        | グレープ/ザ・ベスト                             |

### さだまさし・ソロ
| 枚   | 発売日         | タイトル                                          |
| ---- | -------------- | ------------------------------------------------- |
| 1st  | 1979年6月25日  | さだまさしベスト16                                |
| 2nd  | 1980年12月10日 | さだまさし ヒット・コレクション                   |
| 3rd  | 1981年11月18日 | 昨日達…                                           |
| 4th  | 1986年10月19日 | 帰郷                                              |
| 5th  | 1991年8月25日  | さだまさし・谷村新司 夢コレクションI              |
| 6th  | 1991年11月28日 | さだまさしシングルス全集 第1巻                    |
| 7th  | 1991年12月21日 | さだまさしシングルス全集 第2巻                    |
| 8th  | 1991年12月21日 | さだまさしシングルス全集 第3巻                    |
| 9th  | 1992年1月25日  | さだまさしシングルス全集 第4巻                    |
| 10th | 1992年1月25日  | さだまさしシングルス全集 第5巻                    |
| 11th | 1992年1月25日  | さだまさしシングルス全集 第6巻                    |
| 12th | 1993年4月15日  | 谷村新司・さだまさし 夢コレクションII             |
| 13th | 1994年12月21日 | さだまさしベスト                                  |
| 14th | 1996年2月25日  | さだまさしシングルス全集 第7巻                    |
| 15th | 1997年3月21日  | ウルトラ・スーパー・ミラクル・ベスト「感動の素」  |
| 16th | 1997年3月21日  | ウルトラ・スーパー・ミラクル・ベスト「恋愛の素」  |
| 17th | 1997年3月21日  | ウルトラ・スーパー・ミラクル・ベスト「元気の素」  |
| 18th | 1998年11月21日 | さだまさしシングルス全集 第8巻                    |
| 19th | 1998年11月21日 | さだまさしシングルス全集 第9巻                    |
| 20th | 1999年12月16日 | 続・帰郷                                          |
| 21st | 2001年12月5日  | 小説「精霊流し」の世界                            |
| 22nd | 2002年3月21日  | 「さだの素」〜さだまさしベスト・初級入門編〜      |
| 23rd | 2002年12月18日 | 初恋 Love Song Collection                         |
| 24th | 2003年1月22日  | 永遠まで〜The Best For The Best Couple            |
| 25th | 2003年3月19日  | 案山子〜HOME SWEET SONGS                          |
| 26th | 2003年4月23日  | 償い〜SONGS OF LIFE                               |
| 27th | 2003年5月21日  | 特集さだまさし:雨の章〜RAIN KEEPS SINGING         |
| 28th | 2003年5月21日  | 特撰:夢の章〜SONGS FOR DREAMS                     |
| 29th | 2003年5月21日  | 特集さだまさし:虹の章〜MELODIES OF RAINBOW        |
| 30th | 2004年3月24日  | さだまさしベスト2〜通                             |
| 31st | 2006年1月11日  | Only SINGLES〜さだまさし シングル・コレクション〜 |
| 32nd | 2006年7月12日  | さだまさし/グレープ ベスト 1973-1978              |
| 33rd | 2007年3月28日  | さだまさしベスト3〜讃                             |
| 34th | 2013年6月26日  | 天晴〜オールタイム・ベスト〜                      |
| 35th | 2016年9月14日  | 御乱心〜オールタイム・ワースト〜                  |
| 36th | 2019年5月15日  | 新自分風土記I〜望郷篇〜                           |
| 37th | 2019年5月15日  | 新自分風土記II〜まほろば篇〜                      |
| 38th | 2021年4月21日  | さだ丼 〜新自分風土記III〜                        |

## その他のアルバムなど（一部）
- 你好!中国 さだまさしふれあいの旅（1983年）
- まっさんの落談寄席 私家版三國志英雄伝（カセット6本組→CD上下巻各2枚組）（1983年）
- 『さだまさしの語る子熊物語』（ナレーション）（1989年）
- にっぽん（唱歌・童謡集）（1992年）
- にっぽんII〜通りゃんせ〜（唱歌・童謡集）（1996年）
- さだまさしが歌う唱歌・童謡集〜アルバム「にっぽん」より（2000年）- 上記2作品を中心としたの再編集盤。
- ステージ・トーク・ライブ/噺歌集ライブ（全12巻）（1994年/1997年）
- 北の国から〜オリジナル・スコア・ヴァージョン（1998年/完全版2002年/完全盤（廉価版）2004年）
- さだまさし 永六輔・中村八大を歌う（2001年）
- 木を植えた男 -緑百年物語-（2001年）
- さだまさしステージトーク大全1（全18巻）・2（全15巻）（2005年/2012年）
- さだまさし トークベスト（2006年）- ステージトーク集
- 情継 こころをつぐ（2008年）- 美空ひばりの楽曲のカヴァー・アルバム。
- さだまさしトリビュート さだのうた（2008年10月22日） - デビュー35周年記念トリビュートアルバム
- 大変なンすからもォ。[20]（2012年）
- 永縁〜さだまさし 永六輔を歌う〜（2016年）
- アオハル49.69（2021年）- フォークソングのカバーアルバム
- みんなのさだ（2023年10月25日） - デビュー50周年記念トリビュートアルバム
- 歌ってはいけないCD さだばなし 迷作集 令和六年版（2024年5月22日）- ステージトーク集

## 他人への主な提供曲
僕にまかせてください/鳳仙花（クラフト）
「僕にまかせてください」は歌詞の一部を入れ替え、ライヴ・アルバム『グレープ・ライブ 三年坂』においてセルフ・カヴァー。スタジオ録音はアルバム『帰郷』と『アオハル49.69』に収録。
ほたる列車（小柳ルミ子）
1975年5月25日、シングル盤「ひと雨くれば」のB面曲としてリリースされた。ただし、4年後の1979年5月にA面とB面を交換して再リリースしている。
セルフ・カヴァーはないが曲の一部に別の詞を付け「多情仏心」というタイトルでアルバム『帰去来』に収録。
さよならコンサート（クラフト）
ライヴ・アルバム『グレープ・ライブ 三年坂』においてセルフ・カヴァー。
とまどい（森谷泰章）
セロ弾きのゴーシュ（森山良子）
アルバム『風見鶏』に収録。
金糸雀（カナリヤ）（由紀さおり）
1976年8月5日発売のアルバム『つかの間の雨』においてリリース。5年後の1981年に発売のシングル盤「両国橋」のB面曲としてシングル・カットされた。1977年2月10日出版の詩とエッセイの書籍『帰去来』に歌詞が記載されている。
歌詞を改作し「金糸雀、それから…」というタイトルでアルバム『古くさい恋の唄ばかり』に収録。
秋桜/最後の頁（山口百恵）
両曲ともアルバム『私花集』においてセルフ・カヴァー。
短篇小説/「前略、ごめん」（桂木文）
「短篇小説」はアルバム『古くさい恋の唄ばかり』においてセルフ・カヴァー。
君球界の王として（永遠に王貞治を応援する会有志）
詞のみ。作曲：山本直純
不良少女白書（榊原まさとし）
アルバム『昨日達…』においてセルフ・カヴァー。
心にスニーカーをはいて（白鳥座）
シングル「退職の日」のB面においてセルフ・カヴァー。
Vのシナリオ～吼えろライオンズ!～（ばんばひろふみ）
作詞：チャゲ & 飛鳥・さだまさし、作曲：チャゲ & 飛鳥
記念樹（メモリアル・トゥリー）（白鳥座）
アルバム『ADVANTAGE』においてセルフ・カヴァー。
カーテン・コール（高田みづえ）
高田みづえが1985年6月に芸能界引退の前、ラスト・シングル「チャイナ・ライツ/カーテン・コール」の両A面曲として発売。
シングル「恋愛症候群 - その発病及び傾向と対策に関する一考察 -」のB面においてセルフ・カヴァー。
Déjà-vu（予知夢）（研ナオコ）
夢元気!?/本当は泣きたいのに（森川由加里）
「本当は泣きたいのに」はアルバム『ほのぼの』においてセルフ・カヴァー。
好敵手（栗山英樹）
アルバム『ほのぼの』においてセルフ・カヴァー。
ひとりぽっちのダービー（的場均）
アルバム『おもひで泥棒』においてセルフ・カヴァー。
星めぐり～Ave Maria（裕木奈江）
約束（小林幸子）
詞・曲を加筆し、アルバム『おもひで泥棒』においてセルフ・カヴァー。
ミスター～夢の名前（水島裕）
虹～Singer～（雪村いづみ）
雪村の歌手生活40周年を記念して提供。ただし雪村盤に先んじて歌詞の異なる「虹～ヒーロー～」がライヴ・アルバム『のちのおもひに』に収録、リリースされていた。「虹～ヒーロー～」のスタジオ録音はアルバム『おもひで泥棒』に収録。
あの人に似ている（高倉健 with 裕木奈江）
中島みゆきとの共作。中島みゆきのアルバム『おとぎばなし -Fairy Ring-』においてセルフ・カヴァー（中島とのデュエット）。また、さだが作詞・作曲した男声のソロ部分だけを自身のアルバム『古くさい恋の唄ばかり』においてカヴァーしている。
終着駅 長崎（前川清）
Aじゃないか Eじゃないか -思い上がる人々-（クレジットなし）
夢（岩崎宏美）
さだ盤のリリースから16年後のリリースであり、カヴァーである。しかし、本来は岩崎宏美のための劇中歌でもあるので岩崎盤がオリジナルであるとも考えられる。アルバム『ADVANTAGE』に収録。
なにはともあれ（森進一 with 森昌子）
さようならクリスマス（Viki）
詞のみ。作曲：Viki
必殺! 人生送りバント（坂上二郎）
アルバム『御乱心〜オールタイム・ワースト〜』においてセルフ・カヴァー。
銀色の少女（岡村孝子）
詞のみ。作曲：岡村孝子
Bo‐Sa‐Tsu（金子マリ）
詞のみ。作曲：山路敦、金子マリ
窓（矢野真紀）
詞のみ。作曲：寺岡呼人
アルバム『Mist』においてセルフ・カヴァー。
悦楽の園（長山洋子）
曲のみ。作詞：阿久悠
明日咲く花（September）
アルバム『美しい朝』においてセルフ・カヴァー。
魔法のピンク（おかあさんといっしょ/2008年当時 横山だいすけ・三谷たくみ）
アルバム『御乱心〜オールタイム・ワースト〜』においてセルフ・カヴァー。
篝火草（松原正樹）
詞のみ（歌は根本要）。作曲：松原正樹、南部昌江
桜夜（石川さゆり）
詞のみ。作曲：三木たかし
座・ロンリーハーツ親父バンド（加山雄三とザ・ヤンチャーズ）
詞のみ。作曲：弾厚作
ハーモニー（加山雄三）
詞のみ。作曲：弾厚作
題名のない愛の唄～Shetland Air～（松崎しげる）
アルバム『もう来る頃…』においてセルフ・カヴァー。
逍遙歌～そぞろ歩けば～（加山雄三）
アルバム『風の軌跡』においてセルフ・カヴァー。
茨の木 （小林幸子）
アルバム『第二楽章』においてセルフ・カヴァー。
あなたへ〜いつまでも いつでも〜/糸遊（かげろう）（岩崎宏美）
両曲とも提供曲ではあるが、岩崎宏美の発表前にアルバム『もう来る頃…』に収録。
十三夜（鈴木雅之）
アルバム『第二楽章』においてセルフ・カヴァー。
蛍前線 （小林幸子）
おかあさんへ（小林幸子）
アルバム『存在理由〜Raison d'être〜』においてセルフ・カヴァー。
ケセラ～愛のためのいくつかの法則～（岩崎宏美）
詞のみ。作曲：木村誠
夢の轍（橋幸夫）
アルバム『第二楽章』においてセルフ・カヴァー。
愛の本当のこと（井上あずみ）
銀河鉄道の夜〜星めぐりの歌〜（ジョバンニの島）
アルバム『存在理由〜Raison d'être〜』においてセルフ・カヴァー。
桜紅葉（トワ・エ・モワ）
アルバム『存在理由〜Raison d'être〜』においてセルフ・カヴァー。
仏桑花（ももいろクローバーZ）
奇跡の人（関ジャニ∞）
アルバム『存在理由〜Raison d'être〜』においてセルフ・カヴァー。
残したい花について（岩崎宏美）
アルバム『存在理由〜Raison d'être〜』においてセルフ・カヴァー。
時を超える絆（TSUKEMEN）
詞のみ。作曲：TSUKEMEN
Forever with you〜永遠の愛の歌〜（加山雄三&The Rock Chippers）
詞のみ。作曲：高見沢俊彦
歌を歌おう（MISIA）
2021年24時間テレビチャリティーソング
アルバム『孤悲』においてセルフ・カヴァー。
昭和から（前川清）
アルバム『なつかしい未来』においてセルフ・カヴァー。
たからもの（おかあさんといっしょ/2024年当時 花田ゆういちろう・ながたまや）
がんばレンジャーズ（おかあさんといっしょ/2025年当時 花田ゆういちろう・ながたまや）
旅人の詩（加山雄三とザ・ヤンチャーズ）
詞のみ。作曲：弾厚作

## 佐田玲子（妹）への提供曲
- 初恋（アルバム『ひとり歩き』収録）- アルバム『夢ばかりみていた』においてセルフ・カヴァー。
- 破（アルバム『ひとり歩き』収録）- アルバム『夢ばかりみていた』においてセルフ・カヴァー。
- ひまわり（アルバム『ひとり歩き』収録）- アルバム『おもひで泥棒』においてセルフ・カヴァー。
- 君を信じて（アルバム『君を信じて』収録）- アルバム『古くさい恋の唄ばかり』においてセルフ・カヴァー。
- 春の鳥（アルバム『君を信じて』収録）- アルバム『おもひで泥棒』においてセルフ・カヴァー。
- 予約席（アルバム『本当は泣きたいのに』収録）- アルバム『おもひで泥棒』においてセルフ・カヴァー。
- 感謝状 - 曲のみ。作詞：佐田玲子（アルバム『マイライフ』収録）
- うたをつくろう - NHK趣味百科『さだまさし音楽工房』テーマソング（未発売曲）

## タイアップ曲一覧
レコード(CD)に明記されているもの。

### グレープ
| 曲名         | タイアップ                            |
| 無縁坂       | NTV系放映ドラマ「ひまわりの詩」主題歌 |
| 雲にらくがき | NTV系放映ドラマ「ひまわりの詩」挿入歌 |

### さだまさし・ソロ
| 曲名                                    | タイアップ                                                                                      |
| 桃花源                                  | TBSテレビ系テレビドラマ 水曜劇場「せい子宙太郎」主題歌                                          |
| 天までとどけ                            | フジテレビ「時よ,燃えて!」主題歌                                                                |
| 道化師のソネット                        | 映画「翔べイカロスの翼」主題歌 日本航空JALPAK'80キャンペーンCM曲 ゆうちょ銀行CM曲               |
| HAPPY BIRTHDAY                          | TBS系テレビ水曜劇場「なぜか初恋・南風」主題歌                                                   |
| 防人の詩                                | 東映映画「二百三高地」主題歌                                                                    |
| 聖夜                                    | 東映映画「二百三高地」主題歌                                                                    |
| 生生流転                                | 映画「長江」主題歌                                                                              |
| 向い風                                  | 不二家ソフトエクレアTV・CMイメージソング                                                        |
| むかし子供達は                          | クラヤ薬品TV・CMイメージソング                                                                  |
| しあわせについて                        | 東宝“創立50周年記念”映画「ひめゆりの塔」主題歌 「ダスキン・愛の店」CFイメージ・ソング           |
| 長崎小夜曲                              | 電通労連・全電通近畿結成30周年記念                                                              |
| 北の国から 遥かなる大地より〜螢のテーマ | フジテレビ系「北の国から」主題歌                                                                |
| 望郷                                    | ポーラテレビ小説「おゆう」主題歌（TBS系）                                                       |
| あなたが好きです                        | 松竹映画「ふしぎな國・日本」主題歌 1982年〜83年・民放ラジオ48社共同制作「ゆく年くる年」テーマ曲 |
| それぞれの旅                            | あなたの故郷(くに)へ帰る鉄道はありますか? 国労キャンペーン・ソング                              |
| オレゴンから愛                          | フジテレビ系「オレゴンから愛」メイン・テーマ                                                    |
| 下宿屋のシンデレラ                      | 松下電器産業（現 パナソニック）洗濯機「愛妻号」イメージソング。                                 |
| 軽井沢ホテル                            | まさしんぐWorldコンサート 恒例でがらし一座公演「軽井沢スイート」主題歌                          |
| 夢                                      | まさしんぐWorldコンサート 恒例でがらし一座公演「軽井沢スイート」劇中歌                          |
| 春女苑                                  | TBS系テレビ 金曜ドラマ「親子万才」主題歌                                                        |
| 男は大きな河になれ                      | 映画“次郎物語”主題歌                                                                            |
| チャンス                                | まさしんぐWORLDコンサート ミュージカル“RATS”メインテーマ 大牟田市制80周年記念委嘱イメージソング |
| 遠い祭                                  | ヤマザキパン イメージ・ソング                                                                   |
| 夢の吹く頃                              | 日本テレビ系年末時代劇スペシャル「五稜郭」主題歌                                                |
| 星屑倶楽部                              | 長崎「旅」博覧会テーマ・ソング                                                                  |
| たまにはいいか                          | ダスキン・愛の店・イメージソング                                                                |
| 冬の蝉                                  | 日本テレビ系年末時代劇スペシャル「奇兵隊」主題歌                                                |
| 長崎から                                | 長崎旅博覧会・勝手に応援歌                                                                      |
| SAILING TOGETHER〜いま船出のとき〜      | 信越放送 創立40周年イメージ・ソング                                                             |
| 奇跡〜大きな愛のように〜                | トヨタ ニューカローラ CMメインテーマ                                                            |
| 新ふるさと物語                          | 福岡県福間町イメージソング                                                                      |
| ありがとう                              | トヨタ カローラ CMテーマソング                                                                  |
| あなた三昧                              | 常盤薬品工業（株）パスビタンD50 CMイメージソング                                                |
| 風が伝えた愛の唄                        | ダイキン工業 CMイメージソング                                                                   |
| 二千一夜                                | TBS系TV「ニュースの森」エンディング・テーマ                                                     |
| 幸福になる 100通りの方法                | ダスキン創業30周年記念イメージ・ソング                                                          |
| 東京物語                                | 小津安二郎生誕90年フェア・テーマソング                                                          |
| ヴァージン・ロード                      | TBS系全国28局ネット「ウェディングベル」エンディングテーマ                                       |
| 関白失脚                                | ダスキンCMソング                                                                                |
| となりの芝生                            | テレビ朝日系「クイズ!!庭つき一戸建て」エンディングテーマ                                        |
| 愛をみつけた                            | NHKドラマ新銀河「愛をみつけた」テーマ・ソング                                                   |
| 風の谷から                              | 谷汲村イメージソング                                                                            |
| 烈                                      | 映画「藏」主題歌                                                                                |
| Wonderful Love                          | JAグループ「耕せニッポン」キャンペーンイメージソング                                            |
| 花咲きぬ                                | 「川崎医療福祉大学」大学歌                                                                      |
| 愛について                              | フジテレビ系世界名作劇場「家なき子レミ」オープニング・テーマ                                    |
| 帰郷                                    | 第12回 国民文化祭・かがわ'97 イメージソング                                                     |
| Dream〜愛を忘れない〜                   | 1998長野オリンピック冬季競技大会公式メッセージソング                                            |
| Birthday                                | NHK総合テレビ『鶴瓶の家族に乾杯』テーマ曲                                                       |
| 煌めいて                                | 長編アニメーション映画「栄光へのシュプール 〜猪谷千春物語」テーマ・ソング                       |
| 夢一色                                  | テレビ東京系「12時間超ワイドドラマ 家康が最も恐れた男 真田幸村」テーマ曲                        |
| やすらぎ橋                              | テレビ東京系「ドラマシリーズ・家族 魚心あれば嫁心」テーマ曲                                     |
| 若葉は限りなく生まれつづけて            | ファンケルグループ・イメージソング                                                              |
| 夢唄                                    | Panasonic DVDビデオ「一茶と歩む 信濃路俳句紀行」テーマソング                                    |
| ペンギン皆兄弟                          | CCCアイドリング・コントロール・キャンペーン・ソング ストップ・ザ・温暖化キャンペーンソング      |
| 君が選んだひと                          | マリエールCMソング                                                                              |
| ゆけゆけ!! ようかいキッズ               | ヨーカイザー テーマソング                                                                       |
| 21世紀の君たちへ〜A song for children〜 | NHKみんなのうた2000年4-5月放送曲                                                                |
| 城のある町                              | 丸亀市制施行100周年記念イメージソング                                                           |
| 木を植えた男                            | 新潟21世紀記念事業 ミュージカル「緑百年物語」（新潟2001年宇宙の旅）より                         |
| 遠くへ行きたい                          | 読売テレビ・日本テレビ系「遠くへ行きたい」主題歌                                                |
| 君を忘れない〜タイムカプセル〜          | 小説『精霊流し』イメージソング                                                                  |
| 精霊流し                                | NHK連続ドラマ「精霊流し〜あなたを忘れない〜」主題歌 映画『精霊流し』主題歌                      |
| 春待峠                                  | 読売テレビ「夢色歓彩」エンディングテーマ曲                                                      |
| いつも君の味方                          | FNS 27時間テレビみんなのうた「再会」テーマ曲                                                    |
| たいせつなひと                          | 東宝洋画系映画「解夏」主題歌                                                                    |
| しあわせの星                            | 佐世保市制一〇〇周年記念 ミュージカル『海のサーカス団』テーマ曲                                 |
| 愛〜あなたに会いたい〜                  | 西日本新聞創刊130周年キャンペーンソング                                                         |
| 眉山                                    | フジテレビ系ドラマ『眉山』主題歌                                                                |
| かささぎ                                | NHKドラマ『海峡』主題歌                                                                         |
| 私は犬になりたい¥490                    | SoftBank ホワイト学割CM 〜「歌番組」編〜 タイアップ曲                                           |
| 霧に消えた初恋 〜Radio Days〜           | 東海ラジオ放送開局50周年記念テーマ曲                                                            |
| 抱きしめて                              | 映画『ぼくとママの黄色い自転車』主題歌                                                          |
| ひまわり                                | テレビ東京系『新春ワイド時代劇 寧々〜おんな太閤記』主題歌                                       |
| 桜の樹の下で                            | NHK「今夜も生でさだまさし」オープニング・テーマ曲                                               |
| 強い夢は叶う 〜RYO National Golf Club〜 | テレビ東京系「石川遼スペシャル RESPECT 〜ゴルフを愛する人々へ〜」挿入歌                         |
| 空になる                                | NHK BSプレミアム「にっぽん百名山」テーマ曲                                                      |
| 白秋歌                                  | 日本香堂 青雲クリーン CMイメージソング                                                          |
| 残春                                    | 映画「サクラサク」主題歌                                                                        |
| 家路                                    | ハウス「北海道シチュー」CMソング                                                                |
| 豆腐が街にやって来る                    | 映画『 宇宙兄弟#0』劇中歌                                                                       |
| 死んだらあかん                          | NHK「夢であいましょう」今月のうた                                                               |
| 遠い夏                                  | 一般社団法人 日本音楽事業者協会 創立50周年記念作品 映画「ジョバンニの島」挿入歌                 |
| 夢見る人                                | TBS系日曜劇場「天皇の料理番」主題歌                                                             |
| 夢であいましょう〜BOSS ヴァージョン〜   | サントリー ボス TVCM「昭和」篇CMソング                                                          |
| 奇跡 2021                               | SOMPOケア テレビCM「この道のプロ」篇CMソング                                                    |
| Believe                                 | グラクソ・スミスクライン RSウイルス感染症予防啓発テレビCM                                       |